# Pino D'Angiò
Pino D'Angiò (Pompeia, 14 d'agost de 1952 - 6 de juliol 2024), nom artístic de Giuseppe D. Chierchia, va ser un cantant d'Italo disco. És conegut sobretot per la seva cançó del 1980 Ma Quale Idea, que va vendre més de 2 milions de còpies a Europa. Després de la celebració del Festival de Sanremo de 2024, on va interpretar aquesta cançó —considerada el primer rap italià— amb el col·lectiu musical Bnkr44 (Bunker Quarantaquattro), Ma quale idea torna fer-se molt popular. El fons de la pista ve del Ain't no stoppin' us now dels McFadden & Whitehead, que després fou remasteritzat al hit de Madison Avenue Don't call me baby del 1999. Sota el nom de The Age of Love, D'Angiò i el productor Bruno Sanchioni van llançar una cançó homònima el 1990 cantada per la supermodel holandesa Karen Mulder.

## Discografia

### Àlbums
- 1981 - ...Balla! (Ri-Fi) (LP)
- 1982 - Ti regalo della musica (Ri-Fi) (LP)
- 1983 - Una notte maledetta (SGM) (LP)
- 1986 - Sunshine Blau (SGM) (LP)
- 1988 - Gente sì & gente no (Carosello) (LP)
- 1989 - Ballant dins Jazz (Carosello) (LP)
- 1991 - STS - Siamo tutti stufi (Carosello, CLN 25151) (LP)
- 1997 - Notte d'amore (Pull, 484059-2) (com a "Pino D'Angiò & Powerfunk") (CD)
- 1999 - I successi (D.V. More Record, CD DV 6340) (CD)
- 1999 - Ma quale idea? e le altre storie (Carosello) (CD)
- 2002 - Lettere un Federico Fellini (Zetazero) (CD)
- 2010 - The Only One (Noise & Dreams) (CD)

### Singles
- 1979 - È libero, scusi?/La bottega di Mefistole (Ri-Fi) (7")
- 1980 - Ma quale idea/Lezione d'amore (Ri-Fi) (7")
- 1981 - Un concerto da strapazzo (Scusate sono impazzito)/Me ne frego di te (Disco Charleston) (Ri-Fi) (7")
- 1981 - Okay okay/Una notte da impazzire + Mannaggia rock & roll (OUT) (12" promo)
- 1982 - Fammi un panino/Questo amore è un motore
- 1983 - Evelonpappà evelonmammà/Mani in alto (SGM Records) (7")
- 1983 - Una notte maledetta/I tabaccai (SGM Records) (7")
- 1987 - Più sexy/Alquanto arrabbiati (Carosello) (com a "Pino D'Angiò & tutti gli altri...") (7", 12")
- 1989 - Bella margherita/Gente intelligente (Carosello) (7")
- 1990 - The Age of Love (Diki Records) G. Chierchia/B. Sanchioni - Vocals: Karen Mulder
- 1991 - Gli sgarbi si pagano/L'inverno (Carosello) (7")
- 2019 - La Lampada